# Арберія (футбольний клуб)
Футбольний клуб «Арберія» або просто ФК «Арберія» (алб. Klub Futbollistik Arbëria) — професіональний косовський футбольний клуб з міста Ліплян. Команда виступає в першій лізі Косова.

## Історія
У 1977 році група жителів села надіслала запит до сільської ради, висловивши спільну волю до створення футбольного клубу. У червні того року заснували команду. Клуб виступав на аматорському рівні до 1990-х років на той час Югославія окупувала Косово і футбольний клуб припинив існування.
У 1997 футбольну команду відродили під новою назвою «Арберія». З 2003 по 2010 команда виступала в першій лізі Косово аж поки через фінансові проблеми не припинили виступи у 2010 році.
30 травня 2016 року клуб відродили та він дебютував у другій футбольній лізі Косово, а ще через рік дебютували у першій лізі. За підсумками сезону 2019–20 «Арберія» отримала право виступати у Суперлізі, через пандемію COVID-19 Футбольна федерація Косова скасувала всі змагання в країні і разом з клубом «Беса» (Пеже), «Арберія» автоматично класифікувались до Суперліги.
Провівши два сезони у Суперлізі, після сезону 2020/21 років, в якому команда посіла дев'яте місце вибула до Першої ліги, де наразі і виступає.